# Eiskunstlauf-Europameisterschaften 1964
Die 56. Eiskunstlauf-Europameisterschaften fanden vom 14. bis 18. Januar 1964 in Grenoble statt.

## Ergebnisse

### Herren
| Platz | Sportler              | Land                   |
| ----- | --------------------- | ---------------------- |
| 1     | Alain Calmat          | Frankreich             |
| 2     | Manfred Schnelldorfer | BR Deutschland         |
| 3     | Karol Divín           | Tschechoslowakei       |
| 4     | Emmerich Danzer       | Österreich             |
| 5     | Peter Jonas           | Österreich             |
| 6     | Sepp Schönmetzler     | BR Deutschland         |
| 7     | Wolfgang Schwarz      | Österreich             |
| 8     | Giordano Abbondati    | Italien                |
| 9     | Robert Dureville      | Frankreich             |
| 10    | Hugo Dümmler          | BR Deutschland         |
| 11    | Philippe Pélissier    | Frankreich             |
| 12    | Jenő Ébert            | Ungarn                 |
| 13    | Markus Germann        | Schweiz                |
| 14    | Wouter Toledo         | Niederlande            |
| 15    | Hywel Evans           | Vereinigtes Königreich |
| 16    | Franciszek Spitol     | Polen                  |
|       | Waleri Meschkow (Z)   | Sowjetunion            |

- Z = Zurückgezogen

### Damen
| Platz | Sportlerin             | Land                   |
| ----- | ---------------------- | ---------------------- |
| 1     | Sjoukje Dijkstra       | Niederlande            |
| 2     | Regine Heitzer         | Österreich             |
| 3     | Nicole Hassler         | Frankreich             |
| 4     | Sally-Anne Stapleford  | Vereinigtes Königreich |
| 5     | Helli Sengstschmid     | Österreich             |
| 6     | Dianne Peach           | Vereinigtes Königreich |
| 7     | Inge Paul              | BR Deutschland         |
| 8     | Carol-Ann Warner       | Vereinigtes Königreich |
| 9     | Ingrid Ostler          | Österreich             |
| 10    | Jana Mrázková          | Tschechoslowakei       |
| 11    | Zsuzsa Almássy         | Ungarn                 |
| 12    | Fränzi Schmidt         | Schweiz                |
| 13    | Ann-Margreth Frei      | Schweden               |
| 14    | Sandra Brugnera        | Italien                |
| 15    | Christine van de Putte | Belgien                |
| 16    | Monika Zing            | Schweiz                |
| 17    | Alena Augustová        | Tschechoslowakei       |
| 18    | Geneviève Burdel       | Frankreich             |
| 19    | Sylvaine Duban         | Frankreich             |
| 20    | Elżbieta Kościk        | Polen                  |
|       | Karin Dehle (Z)        | Norwegen               |

- Z = Zurückgezogen

### Paare
| Platz | Sportler                               | Land             |
| ----- | -------------------------------------- | ---------------- |
| 1     | Marika Kilius / Hans-Jürgen Bäumler    | BR Deutschland   |
| 2     | Ljudmila Beloussowa / Oleg Protopopow  | Sowjetunion      |
| 3     | Tatjana Schuk / Alexander Gawrilow     | Sowjetunion      |
| 4     | Sonja Pfersdorf / Gunter Matzdorf      | BR Deutschland   |
| 5     | Gerda Johner / Ruedi Johner            | Schweiz          |
| 6     | Sigrid Riechmann / Wolfgang Danne      | BR Deutschland   |
| 7     | Tatjana Scharanowa / Alexander Gorelik | Sowjetunion      |
| 8     | Agnesa Wlachovská / Peter Bartosiewicz | Tschechoslowakei |
| 9     | Gerlinde Schönbauer / Wilhelm Bietak   | Österreich       |
| 10    | Mária Csordás / László Kondi           | Ungarn           |
| 11    | Monique Mathys / Yves Aellig           | Schweiz          |
| 12    | Milada Kubiková / Jaroslav Votruba     | Tschechoslowakei |
| 13    | Micheline Joubert / Alain Trouillet    | Frankreich       |

### Eistanz
| Platz | Sportler                               | Land                   |
| ----- | -------------------------------------- | ---------------------- |
| 1     | Eva Romanová / Pavel Roman             | Tschechoslowakei       |
| 2     | Janet Sawbridge / David Hickinbottom   | Vereinigtes Königreich |
| 3     | Yvonne Suddick / Roger Kennerson       | Vereinigtes Königreich |
| 4     | Györgyi Korda / Pál Vásárhelyi         | Ungarn                 |
| 5     | Marjorie McCoy / Ian Phillips          | Vereinigtes Königreich |
| 6     | Jitka Babická / Jaromír Holan          | Tschechoslowakei       |
| 7     | Gabriele Rauch / Rudi Matysik          | BR Deutschland         |
| 8     | Brigitte Martin / Francis Gamichon     | Frankreich             |
| 9     | Christel Trebesiner / Gerald Felsinger | Österreich             |
| 10    | Jopie Wolf / Nico Wolf                 | Niederlande            |
| 11    | Jutta Peters / Wolfgang Kunz           | BR Deutschland         |
| 12    | Ghislaine Houdas / Pierre Brun         | Frankreich             |
| 13    | Monique Mathys / Yves Aellig           | Schweiz                |